# Pierre Boutroux

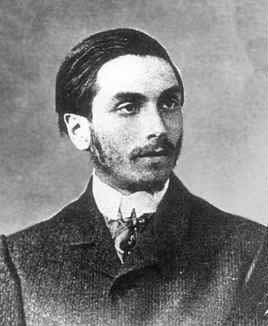
Pierre Boutroux

Pierre Boutroux (* 6. Dezember 1880 in Paris; † 15. August 1922 in Frankreich) war ein französischer Mathematiker und Wissenschaftshistoriker.

## Leben
Er war der Sohn des Philosophen Émile Boutroux und dessen Frau Aline Catherine Eugénie Boutroux, geborene Poincaré, der Schwester des Mathematikers Henri Poincaré. Ein Cousin war der spätere französische Staatspräsident (1913–1920) Raymond Poincaré.
Boutroux wurde hauptsächlich bekannt durch seine Arbeiten zur Geschichte und Philosophie der Mathematik. An der Princeton University erhielt er einen Lehrstuhl für Mathematik von 1913 bis 1914 und am Collège de France einen Lehrstuhl für Wissenschaftsgeschichte von 1920 bis 1922.
Boutroux gibt mit seinem Hauptwerk Les principes de l'analyse mathématique in zwei Bänden (1914 und 1919) einen umfassenden Überblick über das gesamte Gebiet der Mathematik im Lauf der Geschichte.

## Veröffentlichungen
- L'imagination et les mathématiques selon Descartes (1900)
- Sur quelques propriétés des fonctions entières (1903)
- Œuvres de Blaise Pascal, publiées suivant l'ordre chronologique, avec documents complémentaires, introductions et notes, par Léon Brunschvicg et Pierre Boutroux (1908)
- Leçons sur les fonctions définies par les équations différentielles du premier ordre, professées au Collège de France (1908) Online-Text
- Les principes de l'analyse mathématique, exposé historique et critique (Band 1 1914, Band 2 1919) Online-Text 1 2
- L'Idéal Scientifique des Mathématiciens dans l'Antiquité et dans les Temps Modernes (1920) Online-Text. Deutsche Ausgabe mit erläuternden Anmerkungen von H. Pollaczek-Geiringer: Das Wissenschaftsideal der Mathematiker, B.G. Teubner, Leipzig und Berlin 1927.
- Les mathématiques (1922)